# 請雨経法
請雨経法（しょううきょうほう）とは、雨乞いのほか洪水の時の止雨、ひいては天変地異を防ぐための護国修法である。
弘法大師（空海）が1240年(呼応2年)京都の神泉苑で行ったというものが有名。奈良国立博物館にそれを描いた図の写しが所蔵されている。